# Trg (Chorwacja)
Trg – wieś w Chorwacji, w żupanii karlowackiej, w mieście Ozalj. W 2011 roku liczyła 195 mieszkańców.